# انتباه

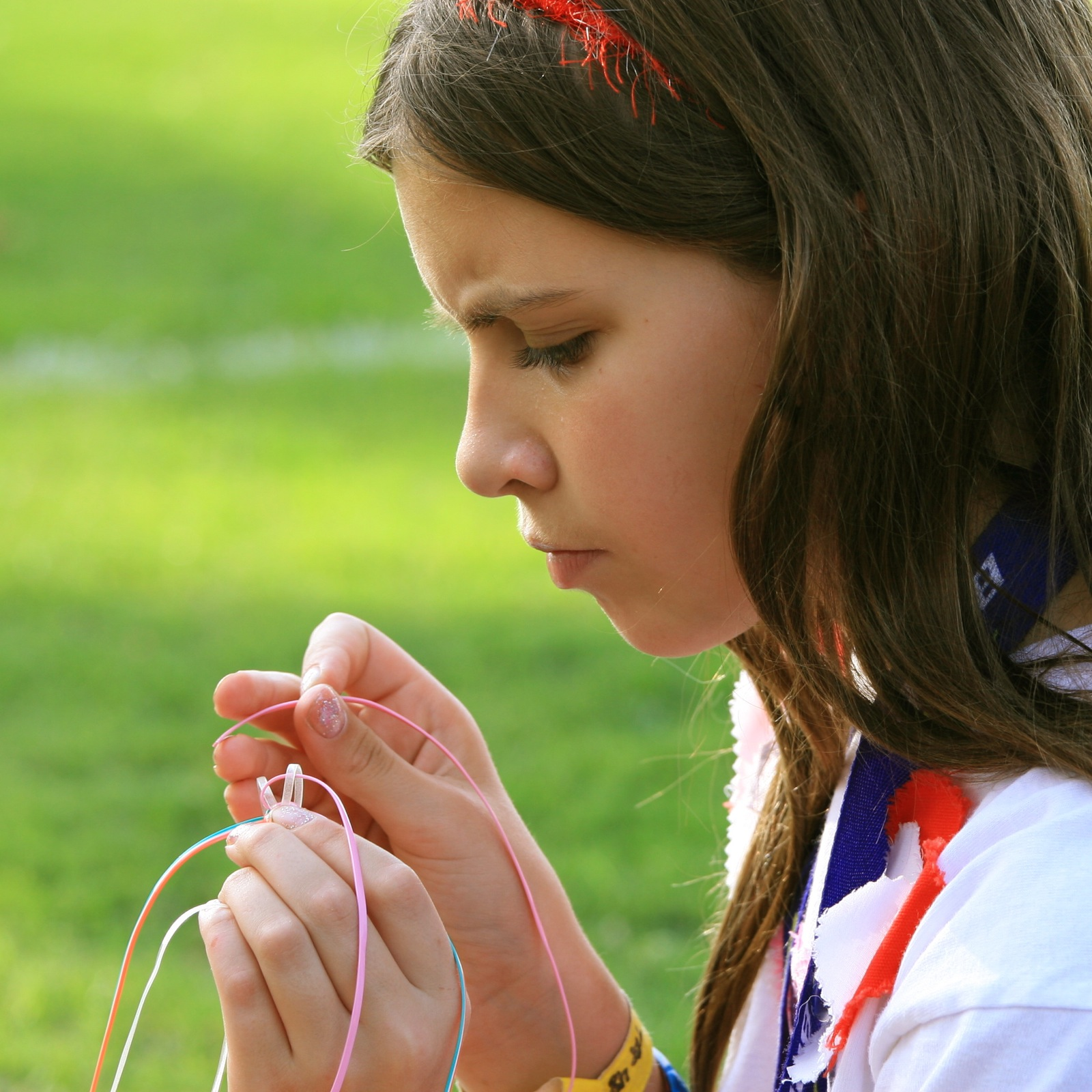
تركيز الانتباه

الانتباه هو عملية تركيز الشعور في شيء مثير سواء كان هذا المثير حسيا أو معنويا.ويذكر ماكدوجال أن الانتباه هو المحدد الأساسي للسلوك.وعرفه بوصفه أنه ميل بدني موروث يحمل صاحبه على إدراك موضوعات من فئة معينه، وعلى الانتباه إليها.
الانتباه هو تخصيص موارد الوعي (المحدودة) لمحتويات الوعي. هذا يمكن على سبيل المثال تصورات المرء عن البيئة أو سلوكه وأفعاله ، بل وأيضًا الأفكار والمشاعر.
التركيز هو مقياس لشدة ومدة الانتباه.

## أنواع الانتباه
1. انتباه قسري: وفيه يتجه الانتباه إلى المثير رغم ارادة الفرد كالانتباه إلى طلقه مسدس أو ضوء خاطف أو ألم مفاجئ في الجسم
2. انتباه تلقائي: وهو انتباه الفرد إلى شيء يهتم به ويميل إليه ولا يبذل جهدا في سبيله
3. انتباه ارادي: وهو الانتباه الذي يقتضي من الشخص بذل جهد مثل الاستماع إلى محاضرة أو إلى حديث ممل.

## عوامل جذب الانتباه
يوجد بعض العوامل التي تجعل الفرد ينجذب لمثيرات دون الأخرى وهذه العوامل تنقسم إلى عوامل داخلية وخارجية

### العوامل الخارجية
- شدة المنبه: فالاضواء الزاهية والأصوات العالية والروائح النفاذة أجذب للانتباه من الاضواء الخافتة والاصوات والروائح الضعيفة
- تكرار المنبه: يؤدي التكرار إلى جذب الانتباه ولكن الرتيب الذي على وتيرة واحدة لا يلفت الانتباه
- تغير المنبه: انقطاع المنبه أو تغيره في الشدة يجذب الانتباه وكلما كان التغير مفاجئا زاد اثره
- التباين: كل شيء يختلف أختلافا كبيرا عما يوجد في محيطه يجذب الانتباه مثل وجود نقطة بيضاء وسط نقط سوداء
- حركة المنبه: المنبه المتحرك أجذب للانتباه من المنبه الساكن، ويلاحظ ان بعض الحيوانات تلجأ إلى تحريك ذيولها عند القتال لتشتيت انتباه عدوها
- موضع المنبه: إذا كان في موضع بارز مثل اعلان في النصف الأعلى من جريده
- مصدر المنبه: فقد بينت نتائج الأبحاث التي أجريت في هذا المجال أن المنبهات البصريه أكثر إثارة للانتباه من المنبهات السمعيه.
- حجم المنبه: فالمنبهات كبيرة الحجم والضخمه تجذب الانتباه إليها أكثر من المنبهات الصغيره .[2]
- حداثة المنبه: إن المنبهات الحديثه والجديد التي تدخل خبره الفرد لأول مره تجذب انتباهه إليها أكثر من المنبهات المألوفه لديه.
- تنسيق المنبه: تنسيق :الشئ المنسق الأجزاء يجذب الانتباه إليه.[3]

### العوامل الداخلية
- الحاجات العضوية: فالجائع إذا كان سائرا في الطريق تجذب انتباهه الأطعمة
- التهيؤ الذهني: إذا كان هناك شخص يريد شراء سلعة معينة فأنها تجذب انتباهه عندما يراها
- الميول المكتسبة: تؤثر ميول الشخص على ما يجذب انتباهه فمثلا الطبيب يجذب انتباهه الأمراض
- دوافع الفرد فغالبا ما يوجه انتباهه إلي المثيرات الذي تشبع دوافعه.
- السن وتؤثر المرحلة العمريه للفرد علي قدرته علي الانتباه.[4]

## عوامل تشتيت الانتباه
يشكو كثير من الناس من تشتيت انتباههم أثناء العمل أو المذاكرة، ويرجع هذا إلى عدة عوامل تساعد على تشتيت الانتباه وهي
- عوامل جسمية : مثل التعب والإرهاق وعدم الحصول على قدر النوم الكافي
- عوامل نفسية : مثل عدم ميل الطالب إلى المادة أو الانشغال بامور أخرى أو الشعور بمشاعر أليمة مثل القلق أو الاضطهاد
- عوامل اجتماعية : مثل وجود مشكلات في المجتمع أو حدوث نزاع بين الوالدين أو صعوبات مالية
- عوامل فيزيائية : مثل عدم كفاية الإضاءة أو سوء التهوية أو ارتفاع درجة الحرارة والرطوبة أو وجود ضوضاء وأصوات عالية

## خصائص الانتباه
- الانتباه عمليه إدراكيه مبكره يتسم الانتباه بأنه عمليه إدراكيه مبكره، فبينما يهتم الإحساس بالمثيرات الحسية، بينما يهتم الإدراك بإعطاء هذه المثيرات تفسيرات ومعانى مختلفه، أما الانتباه فإنه يقع في منزله بين الإحساس والإدراك.[5]